# Heinrich 22., 5. fyrste Reuss af Greiz
Heinrich 22., 5. fyrste Reuss af Greiz (tysk: Heinrich XXII. von Reuß zu Greiz, Fürst Reuß ältere Linie, Graf und Herr zu Plauen, Herr zu Greiz, Kranichfeld, Gera, Schleiz, Lobenstein) (født 28. marts 1846 i Greiz i Thüringen, død 19. april 1902 samme sted), var i 1859–1902 regerende fyrste af Fyrstendømmet Reuß ældre Linie (Fyrstendømmet Reuss–Greiz).

## Familie
Heinrich 22. var gift med prinsesse Ida af Schaumburg-Lippe (1852–1891), datter af fyrst Adolf 1. Georg af Schaumburg-Lippe og prinsesse Hermine af Waldeck og Pyrmont. De fik seks børn. De mest kendte var:
- Heinrich 24., 6. fyrste Reuss af Greiz (1878 – 1927), den sidste regerende fyrste af  Reuss–Greiz.
- Karoline af Reuss (1884 – 1905), var i sine to sidste leveår gift med storhertug Wilhelm Ernst af Sachsen-Weimar-Eisenach (1876 – 1923).
- Hermine Reuss af Greiz (1887–1947), gift med den tidligere kejser Wilhelm 2. af Tyskland.